# Léon Lécuyer
Pour les articles homonymes, voir Lécuyer.
Léon Alfred Lécuyer, né le 8 avril 1855 à Paris et mort le 25 octobre 1915 dans la même ville, est un escrimeur et un tireur sportif français.

## Carrière
Léon Lécuyer est armé du sabre pour concourir aux Jeux olympiques d'été de 1900 à Paris mais il ne passe pas le premier tour. Il participe aux Jeux olympiques d'été de 1908 à Londres, cette fois-ci en tant que tireur sportif, remportant la médaille de bronze en petite carabine par équipes. En pistolet individuel, il se classe trentième. 
Léon Lécuyer meurt en octobre 1915 et est inhumé au cimetière du Père-Lachaise (75e division).